# Karnal
Karnal ist eine Großstadt mit etwa 300.000 Einwohnern im nordindischen Bundesstaat Haryana. Karnal ist Verwaltungssitz des gleichnamigen Distrikts und seit dem 17. März 2010 eine Municipal Corporation. 

## Lage und Klima
Die Großstadt Karnal liegt in der fruchtbaren Ebene Nordindiens ca. 15 km westlich des Flusses Yamuna auf einer Höhe von ca. 245 m und ca. 132 km (Fahrtstrecke) nördlich der Bundeshauptstadt Neu-Delhi. Die historisch bedeutsame Stadt Panipat liegt gut 40 km südlich. Der National Highway 44, bekannter unter dem Namen Grand Trunk Road passiert beide Städte. Das Klima ist zumeist warm bis heiß und trocken; Regen (ca. 765 mm/Jahr) fällt beinahe ausschließlich in der sommerlichen Monsunzeit.

## Bevölkerung
Ca. 91 % der Einwohner sind Hindus, ca. 1,5 % sind Muslime und ca. 7 % sind Sikhs; der Rest entfällt auf Jainas, Christen, Buddhisten etc. Der weibliche Bevölkerungsanteil ist ca. 10 % kleiner als der männliche.

## Wirtschaft
Das von Bewässerungskanälen durchzogene Umland von Karnal ist immer noch weitgehend agrarisch geprägt; es gilt als eine der „Reisschüsseln“ Indiens. Zahlreiche Menschen arbeiten in kleineren bis mittleren Unternehmen aus nahezu allen Branchen.

## Geschichte
Die Geschichte der Stadt soll angeblich auf Raja Karna, eine Figur aus dem Mahabharata, zurückgehen. Tausende Jahre später fand am 13. Februar 1739 bei Karnal die Schlacht von Karnal zwischen den letztlich siegreichen Streitkräften Nader Schahs und denen des Großmoguls Muhammad Shah statt. Die zweite Hälfte des 18. Jahrhunderts war geprägt von kriegerischen Auseinandersetzungen zwischen Marathen und Sikhs, die erst durch das Eingreifen der Briten beendet wurden.

## Sehenswürdigkeiten
Die Stadt Karnal verfügt weder über historische noch anderweitig bedeutsame Sehenswürdigkeiten; viele neuzeitliche Tempel befinden sich über das Stadtgebiet verteilt. Aus der britischen Kolonialzeit stammen eine kleine Methodistenkirche und der Glockenturm der Cantonment Church.
Umgebung
- Ca. 8 km nordöstlich der Stadtmitte (in der Nähe des Flughafens) befindet sich das für einen muslimischen Sufi-Heiligen erbaute Kalander Shah Tomb.[3]
- Ca. 25 km nordwestlich liegt der Ort Sitamai mit einem viel besuchten neuzeitlichen Sita-Tempel.[4]

## Söhne und Töchter der Stadt
- Karan Singh (* 2003), Tennisspieler